# Bezirksoffizier
Bezirksoffiziere waren im Deutschen Reich verabschiedete Offiziere, meistens Hauptleute und Majore, die dem Bezirkskommandeur zur Unterstützung beigegeben wurden.
Bezirksoffiziere waren typischerweise den Hauptmeldeämtern oder Meldeämtern vorgesetzt und trugen in dieser Stellung die Verantwortung für das gesamte Kontrollwesen innerhalb ihres Bezirks. 